# Russel Carrero Trejos
Russel Carrero Trejos (Chinandega, 12 de diciembre de 1950 - 10 de junio de 1990) fue una deportista nicaragüense especialmente conocida por ser la primera mujer atleta que representó a Nicaragua en los Juegos Olímpicos de 1972. Ingresó al "Salón de la Fama del Deporte Nicaragüense" el 9 de febrero de 1995.

## Trayectoria
Según sus familiares desde pequeña presumía de su velocidad frente a niños y niñas de su edad o aún mayores.
Cursó la educación secundaria en el Instituto Miguel Ángel Ortez y Guillén (INMAOG) donde mostró interés por participar en eventos deportivos estudiantiles alcanzando los primeros lugares. Luego representó al mismo centro de estudios en eventos municipales y nacionales.
Durante los años 1970's fue la primera mujer nicaragüense que compitió en los "Juegos Centroamericanos y del Caribe", en los "Panamericanos" y en el nivel "Olímpico". Sobresalió como velocista y saltadora logrando ser la única atleta nicaragüense que compitió en casi todos los eventos de pista y campo de su época y ha sido la mejor atleta que ha producido nuestro país en esta rama. Fue el entrenador húngaro Istvan Hidvegil qulén la descubrió y le dedicó tiempo y empeño para instruirla y conducirla a establecer 6 récords en el Atletismo nacional.
En el año 1971 viajó a México, Kingston y Costa Rica, donde participó en eventos importantes de pista y campo, obteniendo varias medallas e imponiendo marcas nacionales. Este mismo año participó en los "Juegos Panamericanos" celebrados en Cali, Colombia, donde estableció marca nacional en 400 metros planos con 63.0 s. 
Estudió Educación Física y ejerció como profesora de esta materia en su ciudad natal, donde también fue entrenadora de Atletismo y logró captar y preparar atletas juveniles que pasaron a engrosar el equipo nacional en la década de los 1980's. También trabajó en el Instituto de Juventud y Deporte, donde laboró hasta el año 1987. 
Posteriormente retornó a Chinandega para dedicarse a entrenar niños y jóvenes en Atletismo. 
A lo largo de su vida atlética estableció marcas nacionales en 100; 200; 400; 800 y 1500 metros planos con tiempos de 12.7; 26.1; 63.0; 2:32.8 y 5:48.9 respectivamente. También impuso marcas nacionales en 100 y 200 metros valla y en 4x 100 metros con tiempos de 7.2; 31.6 y 52.1 respectivamente. Además impuso marca nacional en salto largo y pentatlón con 5000 y 3052 puntos respectivamente.
En 1972 participó en los Juegos Olímpicos en Múnich. La delegación de Nicaragua estuvo compuesta por 8 atletas, incluyendo a la primera deportista mujer Russel Carrero, quien participó en las pruebas de 100 y 200 metros planos.

## Muerte
Carrero Trejos murió en su ciudad natal el 10 de junio de 1990 a los 39 años de edad. Por todos sus méritos ingresó al Salón de la Fama del Deporte Nicaragüense el 9 de febrero de 1995. En su honor Activistas y exatletas chinandeganos organizan anualmente en su ciudad una Carrera Popular.